# Seznam Ministrskih predsednikov Kraljevine Sardinije
To je seznam Ministrskih predsednikov Kraljevine Sardinija (italijansko: Presidenti del Consiglio dei Ministri del Regno di Sardegna).

## Ministrski predsedniki
Politične stranke
| # | #   | Portret   | Ime (Rojstvo–Smrt)                        | Obdobje službovanja                    | Obdobje službovanja | Obdobje službovanja | Politična stranka | Legislatura (Volitve) | Kralj (Vladavina)              |
| - | --- | --------- | ----------------------------------------- | -------------------------------------- | ------------------- | ------------------- | ----------------- | --------------------- | ------------------------------ |
|   | 1   |           | Cesare Balbo (1789–1853)                  | •                                      | 18. marec 1848      | 27. julij 1848      | Zmerna            | I (1848)              | Karel Albert (1831–1849)       |
|   | 2   |           | Gabrio Casati (1798–1873)                 | •                                      | 27. julij 1848      | 15. avgust 1848     | Zmerna            | I (1848)              | Karel Albert (1831–1849)       |
|   | 3   |           | Cesare Alfieri di Sostegno (1799-1869)    | •                                      | 15. avgust 1848     | 11. oktober 1848    | Zmerna            | I (1848)              | Karel Albert (1831–1849)       |
|   | 4   |           | Ettore Perrone di San Martino (1789-1849) | •                                      | 11. oktober 1848    | 16. december 1848   | Vojaška           | I (1848)              | Karel Albert (1831–1849)       |
|   | 5   |           | Vincenzo Gioberti (1801–1852)             | •                                      | 16. december 1848   | 21. februar 1849    | Zmerna            | I (1848)              | Karel Albert (1831–1849)       |
|   | 6   |           | Agostino Chiodo (1791-1861)               | •                                      | 21. februar 1849    | 27. marec 1849      | Vojaška           | II (jan 1849)         | Karel Albert (1831–1849)       |
|   | 7   |           | Claudio Gabriele de Launay (1786-1850)    | •                                      | 27. marec 1849      | 7. maj 1849         | Vojaška           | III (jul 1849)        | Viktor Emanuel II. (1849–1861) |
|   | 8   |           | Massimo D'Azeglio (1798-1866)             | 1                                      | 7. maj 1849         | 4. november 1852    | Zmerna            | IV (dec 1849)         | Viktor Emanuel II. (1849–1861) |
| 2 | 8   |           | Massimo D'Azeglio (1798-1866)             |                                        | 7. maj 1849         | 4. november 1852    | Zmerna            | IV (dec 1849)         | Viktor Emanuel II. (1849–1861) |
|   | 9   |           | Camillo Benso di Cavour (1810-1861)       | 1                                      | 4. november 1852    | 19. julij 1859      | Zmerna            | V (1853)              | Viktor Emanuel II. (1849–1861) |
| 2 | 9   | VI (1857) | Camillo Benso di Cavour (1810-1861)       |                                        | 4. november 1852    | 19. julij 1859      | Zmerna            |                       | Viktor Emanuel II. (1849–1861) |
|   | 10  | VI (1857) |                                           | Alfonso Ferrero La Marmora (1804-1878) | •                   | 19. julij 1859      | 21. januar 1860   | Vojaška               | Viktor Emanuel II. (1849–1861) |
|   | (9) |           | Camillo Benso di Cavour (1810-1861)       | 3                                      | 21. januar 1860     | 23. marec 1861      | Zmerna            | VII (1860)            | Viktor Emanuel II. (1849–1861) |